# Lina Axelsson Kihlblom
Lina Marjatta Axelsson Kihlblom, ogift Axelsson, född 24 juni 1970 i Köping, är en före detta socialdemokratisk politiker och skolminister. Hon har tidigare arbetat som jurist, lärare och skolledare utbildningschef för för-, grund- och gymnasieskola. Hon blev först känd genom UR:s serie Rektorerna och det framgångsrika arbetet att höja elevernas resultat på Ronnaskolan i Södertälje. Har varit utbildningschef i Nyköpings, Haninge, Nynäshamns och är nu förvaltningschef i Eskilstuna kommun. Lina har även gett ut tre böcker om bl a ledarskap och identitet.
Lina var ledamot av 2015 års Skolkommission som gav sitt slutbetänkande 2017 och som resulterade i ett 30-tal lagar inom svensk utbildning. 
I samband med tillträdet som statsråd beskrevs Axelsson Kihlblom av ett flertal medier som den första öppna transsexuella personen i Sveriges regering. Detta mot bakgrund av att hon som ung genomgått en könskorrigering. Axelsson Kihlblom kommenterade uppgiften med att hon tror att "transpersoner är det nya normala på olika sorters roller i samhället".
År 2015 gav Axelsson Kihlblom ut sin självbiografi Kommer du tycka om mig nu? – en berättelse om identitet, föranlett av könskorrigeringen. Sedan dess har hon även publicerat en ledarskapsbok (2016) och samhällsvetenskaplig facklitteratur för ungdomar (2019).

## Biografi

### Utbildning
Lina Axelsson Kihlblom läste juridik vid Uppsala universitet åren 1992–1998 och avlade juris kandidat-examen. Hon har även studerat spanska i Uppsala, och franska vid Université de Strasbourg.
Hon har också gått rektorsutbildning vid Stockholms universitet och skolledarutbildning vid Rektorsakademien i Stockholm. Hon talar tyska, franska, spanska och engelska flytande.

### Skolledare
Som jurist har Axelsson Kihlblom arbetat på ett exportföretag och med EU-rätt i Bryssel. Hon har vidare varit chef för marknadskommunikation på ett IT-företag på Irland.
Så småningom arbetade hon som lärare.[när?] Hon var rektor på Enskede Byskola i Stockholm 2008–2011, och på Ronnaskolan i Södertälje 2011–2014. Hon medverkade då i Utbildningsradions TV-serie Rektorerna där hon gjorde sig känd för att lyckas vända skolans dåliga resultat och markant förbättra elevernas betyg. I september 2015 sändes Utbildningsradion en uppföljare, dokumentären Rektorn. Den handlar om Axelsson Kihlbloms förändringsarbete på Ronnaskolan. Under hennes tre år på skolan höjdes gymnasiebehörigheten från 55 procent till 75 procent.[källa behövs]
Efter tiden som rektor fick Axelsson Kihlblom jobb som grundskolechef i Nyköpings kommun 2014, ett uppdrag som hon lämnade efter ett knappt år för att ta samma roll i Haninge kommun 2015–2018. Hon var också ledamot i 2015 års skolkommission, som under tre år analyserade orsakerna till de fallande kunskapsresultaten i svensk skola och föreslog nationella målsättningar, planer och förslag till ändringar i lag och förordning.
I januari 2018 tillträdde hon tjänsten som förvaltningschef för barn- och utbildningsförvaltningen i Nynäshamns kommun, ett uppdrag som hon från 2021 kombinerade med rollen som biträdande kommundirektör.

### Skolminister
Hösten 2021 frågade statsminister Magdalena Andersson om Axelsson Kihlblom ville ingå i regeringen Andersson som skolminister. Hon tillträdde den 30 november 2021 som statsråd i utbildningsdepartementet. Axelsson Kihlblom berättade då att hon varit medlem i socialdemokraterna under en längre tid och bland annat varit aktiv inom HBT Socialdemokrater.
Lina Axelsson Kihlblom trädde in i utbildningsdepartementet under Anna Ekström som utbildningsminister och departementschef. Själv ansvarade hon för skolformerna förskola, förskoleklass, grundskola, gymnasieskola och fritidshem.

### Tiden efter regeringen
Inför riksdagsvalet 2022 valde Lina Axelsson Kihlblom att inte kandidera till riksdagen. När regeringen Kristersson tillträdde den 18 oktober 2022 avslutades därför Axelsson Kihlbloms politiska karriär.
I mars 2023 meddelade Eskilstuna kommun att Lina Axelsson Kihlblom utsetts till ny chef för barn- och utbildningsförvaltningen i kommunen, en tjänst som hon tillträdde i maj 2023.

### Könskorrigering och memoarer
Hösten 2015 författardebuterade hon med boken Kommer du tycka om mig nu? där hon berättar att hon fötts med en manskropp och genomgått en könskorrigering. Hon medverkade i samband med författardebuten i SVT:s Skavlan där hon berättade om sina upplevelser. Axelsson Kihlblom hade manligt juridiskt namn och personnummer fram till mitten av 1990-talet då hon också genomgick en könskorrigerande operation. Detta efter en process på flera år som inleddes med ett läkarbesök då hon var 19 år.

## Familj
Lina Axelsson Kihlblom var 2008–2013 gift med Roger Kihlblom och har med honom två adopterade döttrar, födda 2007 och 2008.